# اندیکت (نبراسکا)
اندیکت(به انگلیسی: Endicott) شهری در ایالت نبراسکا کشور ایالات متحده آمریکا است که جمعیت آن در سرشماری سال ۲۰۱۰ میلادی، ۱۳۲ نفر بوده‌است.